# Wang Baoqiang
Wang Baoqiang ((zh), 29 mai 1984) est un acteur et réalisateur chinois. Il débute avec le rôle de Yuan Fengming dans le film Blind Shaft pour lequel il remporte le prix du meilleur espoir aux Golden Horse Awards de 2003 avec Megan Zheng (en),. Le même rôle lui vaut le prix du meilleur acteur au Festival du film asiatique de Deauville de 2003 et au Golden Kinnaree Award (Festival international du film de Bangkok) de 2004.

## Biographie
À huit ans, Wang Baoqiang assiste dans son village à la diffusion du film Le Temple de Shaolin avec Jet Li qui lui donne l'envie de devenir artiste martial de cinéma comme Jet Li ou Jackie Chan. Il insiste la même année pour s'entraîner dans un temple Shaolin malgré l'opposition de sa famille. Avec seulement 500 RMB (environ 70 $) sur lui, Wang quitte sa famille pour monter à Pékin tout seul à l'âge de 14 ans.

### Carrière
Devant la porte principale du Beijing Film Studio se trouve toujours des personnes attendant un petit travail de figurant. Wang rejoint la cohue et obtient quelques rôles de figurant. Durant cette époque, il vit aussi chichement que possible (avec environ 100 RMB par mois) avec d'autres personnes et se rend au studio tous les matins. Sur certains films, il lui arrive de faire du travail supplémentaire pour 20-25 RMB par jour (environ 3 $). Mais alors que ses économies se soient presque épuisées, Wang est obligé de travailler dans des emplois temporaire sur les chantiers. Il se souvient qu'il avait même besoin d'emprunter de l'argent pour acheter du pain à la vapeur. Cette époque à Pékin est pour lui la plus difficile de sa carrière. Il déclare à propos de ceux faisant la queue devant les studios : « C'est ce que j'ai aussi connu ».
Wang reçoit apparemment la nouvelle par laquelle il aurait un rôle dans le film Blind Shaft alors qu'il travaille sur les chantiers. Pour ce premier rôle, il joue un des personnages principaux bien qu'il soit d'abord déçu que ce ne soit pas un film de kung-fu mais reconnait qu'il s'agit d'une grande opportunité pour sa carrière. Il est payé 500 RMB, ce qui est une somme très importante pour lui à l'époque. Durant le tournage, les conditions des acteurs et des techniciens sont très mauvaises. Ils sont victimes d'agressivité de gens travaillant réellement dans les mines et quelques accidents se produisent. Plusieurs membres de l'équipe abandonnent le tournage et Wang est aussi mis son pression pour partir. Il reste et gagne 1 000 RMB supplémentaire pour son travail. Les critiques apprécieront que Wang endosse naturellement le rôle de Yuan Fengming et il reçoit un accueil chaleureux à l'étranger. Pour son rôle dans Blind Shaft, Wang reçoit le Prix du meilleur espoir aux Golden Horse Film Festival ainsi que deux prix en France et en Thaïlande de meilleur acteur. Cependant, le film n'est jamais autorisé à sortir en Chine.
Après Blind Shaft, cependant, Wang Baoqiang n'attire plus l'attention mais il continue de persévérer dans cette voie. En 2004, Feng Xiaogang cherche des acteurs pour son film A World Without Thieves. Le rôle principal du film, Sha Gen, n'a alors pas trouvé d’interprète. Après que Feng ait regardé Blind Shaft, il choisit Wang Baoqiang. À la sortie du film, Feng déclare : « La seule personne qui deviendra une nouvelle vedette sera Wang Baoqiang ! ». Il joue ainsi Sha Gen, un villageois naïf qui transporte toutes ses économies en espèces de chez lui jusqu'à son train. Sur le chemin de la gare, il hurle qu'il ne croit pas aux voleurs, tout en ne voyant pas une bande l'ayant pris pour cible tandis que deux autres voleurs cherchent à le protéger. Ces-derniers, joués par Andy Lau et Rene Liu, deviennent ses meilleurs amis durant le film, et Rene Liu l'appelle même « petit frère » pour rire.
Après Un Monde sans voleurs, Wang joue le rôle d'A Bing dans la série TV An Suan sur des espions aveugles possédant des capacités auditives extraordinaires. An Suan est la série la plus populaire de Chine de 2006. C'est difficile pour Wang de jouer un aveugle et il s'arrange donc pour vivre avec de vraies personnes aveugles et fait une bonne performance dans la série. En 2007, pendant le tournage de Héros de guerre, les gens du voisinage crient : « C'est A Bing de An Suan ! Mais il n'est pas aveugle ? ».
Wang Baoqiang joue après dans la série TV Soldiers Sortie (en). Son personnage, Xu Sanduo, est une jeune recrue militaire naïf mais très persévérant qui finit par gagner le respect et la confiance des autres. Le drame est un grand succès à la télévision chinoise. Wang Baoqiang devient l'une des personnalités les plus influentes de Chine en 2007 et apparaît dans presque tous les principaux journaux et magazines.
Wang Baoqiang joue ensuite dans une autre série militaire dramatique se déroulant durant la seconde guerre sino-japonaise. Il incarne Shun Liu, un tireur d'élite très habile. Il suit pour ce rôle un entraînement de 8 mois.

## Vie privée
Wang Baoqiang épouse Ma Rong le 10 février 2010. Le 14 août 2016, Wang poste un message sur Sina Weibo pour annoncer leur divorce en raison d'un adultère avec son agent, Song Zhe, et pour avoir dissimulé certains des biens du couple,. Dans un autre message, Ma dit que Wang a abandonné leur famille et le menace de diffamation. Elle l'attaque en justice le 16 août,. Le divorce devient l'un des principaux sujets sur Sina Weibo et le hashtag #WangBaoQiangDivorce est vu plus de cinq milliards de fois. Mu Zheng de l'université nationale de Singapour suggère que la séparation correspond à la perception selon laquelle les couples chinois doivent être « uniformément adaptés » pour que les mariages réussissent,. Wang demande le divorce qui est accepté par une Cour de Pékin, et le procès a lieu en octobre 2016. La femme de Song demande également le divorce.

## Filmographie

### Cinéma
| Année | Titre                               | Titre chinois                   | Rôle           | Notes       |
| ----- | ----------------------------------- | ------------------------------- | -------------- | ----------- |
| 2001  | Big Shot's Funeral (en)             | 《大腕》                        | apparition     | Non crédité |
| 2003  | Blind Shaft                         | 《盲井》                        | Yuan Fengming  |             |
| 2004  | A World Without Thieves             | 《天下无贼》                    | Sha Gen        |             |
| 2007  | Born To Run                         | 《烈火男儿》                    | Long Dachuan   |             |
| 2007  | Héros de guerre                     | 《集结号》                      | Jiang Maocai   |             |
| 2007  | Two Stupid Eggs                     | 《大电影2.0之两个傻瓜的荒唐事》 | Invité         |             |
| 2008  | A Mediator in Green Mountains       | 《绿满山乡》                    | Wang Xiaoqiang |             |
| 2008  | The Equation of Love and Death (en) | 《李米的猜想》                  | Qiu Shuitian   |             |
| 2009  | The Founding of a Republic          | 《建国大业》                    | un soldat      |             |
| 2009  | Eaters                              | 《大胃王》                      | Xiao Shuai     |             |
| 2009  | Da You Cun Bright Future            | 《大有前途》                    | A Kun          |             |
| 2010  | Little Big Soldier                  | 《大兵小将》                    | Un espion      |             |
| 2010  | Fire of Conscience (en)             | 《火龙对决》                    | Huang Yong     |             |
| 2010  | East Wind Rain                      | 《东风雨》                      | Xiao Kai       |             |
| 2010  | Lost on Journey (en)                | 《人在囧途》                    | Niu Geng       |             |
| 2011  | Love for Life (en)                  | 《最爱》                        | Dazui          |             |
| 2011  | Choy Lee Fut Kung Fu                | 《蔡李佛拳2010》                | Chen Cheng     |             |
| 2011  | Mr. Tree                            | 《HELLO!树先生》                | Mr. Tree       |             |
| 2012  | Romancing in Thin Air               | 《高海拔之恋II》                | Zhang Xing     |             |
| 2012  | Jack of All Trades (en)             | 《神通乡巴佬》                  | Chu Zhongtian  |             |
| 2012  | Fairy Tale Killer (en)              | 《追凶》                        | Wu Zaijun      |             |
| 2012  | Lost in Thailand                    | 《人再囧途之泰囧》              | Wang Bao       |             |
| 2013  | Better and Better (en)              | 《越来越好之村晚》              | Yang Guoshu    |             |
| 2013  | Unbeatable (en)                     | 《激战》                        | Chef Chan      |             |
| 2014  | A Touch of Sin                      | 《天注定》                      | San'er         |             |
| 2014  | Iceman 3D                           | 《冰封：重生之门》              | Sa Ao          |             |
| 2014  | Kung Fu Jungle                      | 《一个人的武林》                | Feng Yuxiu     |             |
| 2015  | Running Man (en)                    | 《奔跑吧！兄弟》                | lui-même       |             |
| 2015  | Monk Comes Down the Mountain        | 《道士下山》                    | He An          |             |
| 2015  | Impossible                          | 《不可思议》                    | Tang Liguo     |             |
| 2015  | Detective Chinatown                 | 《唐人街·探案》                 | Tang Ren       |             |
| 2016  | Buddies in India                    | 《大闹天竺》                    | Wu Tian        |             |
| 2016  | Iceman 2                            | 《冰封：永恒之门》              | Sa Ao          |             |
| 2017  | Detective Chinatown 2               | 《唐人街·探案2》                | Tang Ren       |             |
| 2018  | The Island                          | 《一出好戏》                    |                |             |
| 2019  | The New King of Comedy              | 《新喜剧之王》                  | Ma Ke          |             |

### Télévision
| Année | Titre                                 | Titre chinois                | Rôle             |
| ----- | ------------------------------------- | ---------------------------- | ---------------- |
| 2002  | Seventh Imperial Envoy Liu Luoguo     | 《七品钦差刘罗锅》           | Un serveur       |
| 2005  | Secret Plot                           | 《暗算》                     | A Bing           |
| 2006  | Legend of Shang Dynasty               | 《传奇·幻想殷商》            | Nezha            |
| 2006  | Soldiers Sortie (en)                  | 《士兵突击》                 | Xu Sanduo        |
| 2006  | Red Flag Children                     | 《红旗渠的儿女们》           | Bao Xiang        |
| 2009  | My Brother's Name Is Shun Liu         | 《我的兄弟叫顺溜》           | Shun Liu         |
| 2010  | For New China to Go Forward           | 《为了新中国前进》           | Dong Cunrui (en) |
| 2011  | Lei Feng Story                        | 《新雷锋班的故事》           | Invité           |
| 2011  | My Father Is Ban Deng                 | 《我的父亲是板凳》           | Bandeng          |
| 2013  | Heroes in Sui and Tang Dynasties (en) | 《隋唐演义》                 | Li Yuanba        |
| 2015  | Rise to Fame Overnight                | 《我是机器人》或《一飞冲天》 | Yuan Bao         |

### Autres
| Année     | Titre                 | Titre chinois    | Rôle   | Notes            |
| --------- | --------------------- | ---------------- | ------ | ---------------- |
| 2006      | A Date with Luyu (en) | 《鲁豫有约》     | Invité |                  |
| 2011      | Happy Camp (en)       | 《快乐大本营》   | Invité | 2 avril 2011     |
| 2011      | A Date with Luyu      | 《鲁豫有约》     | Invité |                  |
| 2012      | Happy Camp            | 《快乐大本营》   | Invité | 22 décembre 2012 |
| 2012      | A Date with Luyu      | 《鲁豫有约》     | Invité |                  |
| 2014      | A Date with Luyu      | 《鲁豫有约》     | Invité |                  |
| 2014–2015 | Running Man (en)      | 《奔跑吧！兄弟》 | Membre | Saison 1         |
| 2015      | Happy Camp            | 《快乐大本营》   | Invité | 9 mai 2015       |
| 2015      | Happy Camp            | 《快乐大本营》   | Invité | 14 novembre 2015 |
| 2015      | Takes a Real Man      | 《真正男子汉》   | Invité | Saison 1         |
| 2015      | Running Man           | 《奔跑吧！兄弟》 | Invité | Saison 3         |
| 2015      | Run for Time          | 《夺秒中》       | Invité |                  |

,,

## Distinctions
| Année | FIlm                          | Récompenses                                                                               | Issue      |
| ----- | ----------------------------- | ----------------------------------------------------------------------------------------- | ---------- |
| 2003  | Blind Shaft                   | 40e cérémonie des Golden Horse Awards - Meilleur espoir                                   | Lauréat    |
| 2004  | Blind Shaft                   | 5e festival du film asiatique de Deauville - Meilleur acteur                              | Lauréat    |
| 2004  | Blind Shaft                   | Festival international du film de Bangkok de 2003 (en) - Meilleur acteur                  | Lauréat    |
| 2005  | A World Without Thieves       | Chinese Film Media Awards - Meilleur espoir                                               | Nomination |
| 2006  | A World Without Thieves       | 28e prix des Cent Fleurs - Meilleur espoir                                                | Lauréat    |
| 2007  |                               | BQ Celebrity Score Awards - Meilleur espoir                                               | Nomination |
| 2007  |                               | QQ Entertainment Awards - Acteur TV préféré                                               | Lauréat    |
| 2007  | Soldiers Sortie (en)          | Sina Web Festival - Meilleur acteur TV                                                    | Lauréat    |
| 2008  | Soldiers Sortie (en)          | China TV Golden Eagle Awards - Prix de l'esprit humain                                    | Lauréat    |
| 2008  | Soldiers Sortie (en)          | China TV Golden Eagle Awards - Acteur préféré                                             | Lauréat    |
| 2008  |                               | 2e Huading Awards - Nouvel artiste                                                        | Lauréat    |
| 2008  |                               | Enlight Entertainment Awards - Meilleur nouvel artiste TV                                 | Lauréat    |
| 2008  |                               | BQ Celebrity Score Awards - Acteur préféré                                                | Nomination |
| 2008  |                               | BQ Celebrity Score Awards -                                                               | Nomination |
| 2009  |                               | Flying Apsaras Awards (en) - Acteur exceptionnel                                          | Nomination |
| 2009  |                               | BQ Celebrity Score Awards - Acteur préféré                                                | Nomination |
| 2009  |                               | Sohu TV Drama Season Review (Autumn) - Acteur préféré                                     | Nomination |
| 2010  | My Brother's Name Is Shun Liu | Shanghai TV Festival - Meilleur acteur                                                    | Nomination |
| 2010  |                               | 3rd Huading Awards - Meilleur espoir                                                      | Lauréat    |
| 2010  |                               | Chinese Film Media Awards - Top dix du nouveau siècle                                     | Lauréat    |
| 2010  |                               | Enlight Entertainment Awards - Meilleur acteur TV                                         | Lauréat    |
| 2010  |                               | BQ Celebrity Score Awards - Acteur préféré                                                | Nomination |
| 2011  |                               | 5e Huading Awards - Meilleur artiste dans une comédie                                     | Nomination |
| 2011  |                               | Enlight Entertainment Awards - Artiste de cinéma le plus commenté                         | Lauréat    |
| 2011  |                               | New York Chinese Film Festival - Artiste le plus populaire d'Asie                         | Lauréat    |
| 2011  |                               | LeTV Awards - Acteur de cinéma le plus populaire                                          | Lauréat    |
| 2011  |                               | BQ Celebrity Score Awards - Acteur préféré                                                | Nomination |
| 2011  | Mr. Tree                      | Tokyo Filmex - Prix spécial                                                               | Lauréat    |
| 2011  | Mr. Tree                      | Asia Pacific Screen Awards (en) - Meilleur acteur                                         | Lauréat    |
| 2012  | Mr. Tree                      | 19e festival du film étudiant de Pékin - Meilleur acteur                                  | Nomination |
| 2012  | Mr. Tree                      | Chinese Film Media Awards - Meilleur acteur                                               | Nomination |
| 2013  | Lost in Thailand              | 20e festival du film étudiant de Pékin - Acteur préféré                                   | Lauréat    |
| 2013  | Lost in Thailand              | China Film Director's Guild Awards (en) - Meilleur acteur                                 | Lauréat    |
| 2013  |                               | 9th Huading Awards - Meilleur acteur média                                                | Lauréat    |
| 2013  |                               | BQ Celebrity Score Awards - Acteur préféré                                                | Nomination |
| 2014  |                               | China Film Director's Guild Awards - Meilleur acteur                                      | Nomination |
| 2014  |                               | China TV Star Image Standings - Meilleur espoir                                           | Nomination |
| 2014  | Kung Fu Jungle                | 6e festival international du film de Macao (en) - Meilleur acteur dans un rôle secondaire | Nomination |
| 2015  | Kung Fu Jungle                | 34e cérémonie des Hong Kong Film Awards - Meilleur acteur dans un rôle secondaire         | Nomination |
| 2015  | Kung Fu Jungle                | Festival international du film de Shanghai - Meilleur nouvel acteur dans un film d'action | Lauréat    |
| 2016  | Detective Chinatown           | China Film Director's Guild Awards - Meilleur acteur                                      | Nomination |